# حسینیه هرابرجان
حسینیه هرابرجان مربوط به دوره قاجار است و در شهرستان خاتم، بخش مروست، دهستان هرابرجان، روستای هرابرجان واقع شده و این اثر در تاریخ ۱۸ شهریور ۱۳۸۷ با شمارهٔ ثبت ۲۳۱۶۲ به‌عنوان یکی از آثار ملی ایران به ثبت رسیده است.